# Distrito de Nuevo Imperial

Provincia de Cañete en el Departamento de Lima, Perú

El distrito de Nuevo Imperial es uno de los dieciséis que conforman la provincia de Cañete, ubicada en el Departamento de Lima, en el Perú, bajo la administración del Gobierno Regional de Lima-Provincias. Su lema es "Eterno manantial de vida", el cual fue colocado por uno de sus exalcaldes, Edilberto Escobar Pérez en su gobierno del año 1976.
Sus límites son:
- Norte: distrito de Quilmaná
- Sur: distrito de Lunahuaná
- Este: distrito de Lunahuaná
- Oeste: distrito de Imperial y distrito de San Vicente

Dentro de la división eclesiástica de la Iglesia Católica del Perú, pertenece a la Prelatura de Yauyos

## Historia
Este distrito fue creado el 22 de junio de 1962 por la Ley n.º 14154, durante el segundo periodo gubernamental de Manuel Prado Ugarteche. Integrando este nuevo distrito los anexos siguientes: Parcelación Rinconada, Hacienda San Fernando, Hacienda Roma, Caserío Conta, Hacienda Los Alminares y Parcelación Túnel Grande. El lugar donde actualmente está ubicada el área urbana del distrito, inicialmente se denominó “Campamento n.º 1” o “Campamento Uno”, debido a que allí, en 1921, se instalaron obreros, ingenieros y las maquinarias que iniciaron los trabajos del Canal de Irrigación de las Pampas El Imperial.
Los trabajadores de dichas obras, en su mayoría arequipeños, fueron retribuidos con pequeñas parcelas agrícolas y afincadas ya, van construyendo el poblado progresivamente.

## Geografía
Nuevo Imperial está situado a 6 km al este de la ciudad de San Vicente de Cañete y cuenta con una población de 15.031 habitantes. En este distrito se encuentra el bosque de protección aledaño a la bocatoma del canal Nuevo Imperial.
Su capital, Nuevo Imperial, se ubica a 205 m de altitud sobre el nivel del mar, entre las coordenadas de 76° 19’ 15’’ de longitud oeste y 13° 04’ 57’’ de latitud sur. Su población es de 13136 habitantes por la abundancia y pureza de sus aguas del canal “el Túnel Grande”, Nuevo Imperial se llama también “el manantial de la vida”

## División administrativa

### Centros poblados
- Urbanos
  - Nuevo Imperial, con 4 823 hab.
  - Augusto Bernardino Leguía (El Desierto), con 1 272 hab.
  - Carmen Alto, con 3 038 hab.
  - Cerro Libre, con 557 hab.
  - La Florida, con 1 378 hab.
  - Santa María Alta, con 1 357 hab.
  - Centro poblado Pueblo Nuevo De Conta, con 3500 hab.
- Rurales
  - Almenares, con hab.
  - Bellavista de Conta, con 368 hab.
  - Caltopilla, con 196 hab.
  - Caltopa Alta , con 255 hab.
  - Cantera, con 613 hab.
  - El Conde, con 322 hab.
  - La Encañada del Porvenir, con 225 hab.
  - La Rinconada de Conta, con 371 hab.
  - San Fernando, con 427 hab.
  - Santa Adela, con 203 hab.
  - Túnel Grande, con 266 hab.
  - La Joya de Conta, con 250 hab.
  - Pocoto, con 30 hab.
  - carrizales, con 40 hab.

## Autoridades

### Municipales
- 2023 - 2026[3]
  - Alcalde: Carmen Maria Ramos Oyolo, de Unidad Cívica La Cholita.

Alcaldes anteriores
- 2019 - 2022: Alexander Salas Rivera, de Fuerza Popular.
- 2015 - 2018: Molinares Roland Quispe de la Cruz, Partido Alianza para el Progreso (APP).
- 2011 - 2014:[4] Zulma Marggina Matumay Santos, Movimiento Concertación para el Desarrollo Regional (CDR).
- 2007 - 2010:[5] Jorge Alberto García Quispe, Alianza electoral Unidad Nacional.
- 2003 - 2006: Luis Alberto Sánchez Arias, Movimiento independiente El Sol Radiante.
- 1999 - 2002: Andrés Aquilino Asin Meléndez, Partido Unión por el Perú.
- 1996 - 1998: Rufina Lévano Quispe, Lista independiente N.° 3 Alianza Unidos por Cañete 95.
- 1993 - 1995: Rufina Lévano Quispe, Partido Acción Popular.
- 1990 - 1992: Rufina Lévano Quispe, PREDEMO.
- 1987 - 1989: Joaquín Domingo Napán Yactayo, Partido Aprista Peruano.
- 1984 - 1986: Reynaldo Sánchez Candela, Partido Acción Popular.
- 1981 - 1983: Augusto Rivera Hurtado, Partido Acción Popular.

### Policiales
- Comisaría de Nuevo Imperial
  - Comisario: Mayor PNP Juan Pablo Tardío Alarcón.[6]

## Educación

### Instituciones educativas
- I.E.P. "AUGUSTO B. LEGUIA"
- I.E.P. N.° 20165 "NUESTRA SEÑORA DE LOURDES"
- I.E.P. N.° 20845 "TESLIANITOS"
- I.E.P." MONTE CARMELO"

## Atractivos turísticos
El distrito de Nuevo Imperial es un bello distrito que contiene una variada gastronomía, elegantes lugares turísticos y una diversidad particular en la fauna y la flora; está situado a 9 km de San Vicente.
El Tirimpul es un Canal de Regadío de Nuevo Imperial, lugar turístico de verano donde jóvenes y adultos asisten a tener un poco de distracción y sano esparcimiento, ubicado entre el límite del Cercado del distrito y el Anexo Cantera. 
En conclusión Nuevo Imperial es lugar ideal para distraerse ya que también tiene las “RUINAS de POCOTO”; el Bosque de Protección aledaño a la bocatoma del canal Nuevo Imperial.

## Festividades
En noviembre de cada año se celebra el Festival de la Papa.

El 22 de junio de cada año se celebra el aniversario del Distrito de Nuevo Imperial